# (32328) 2000 QW63
2000 QW63 (asteroide 32328) é um asteroide da cintura principal. Possui uma excentricidade de 0.22933220 e uma inclinação de 11.33152º.
Este asteroide foi descoberto no dia 28 de agosto de 2000 por LINEAR em Socorro.